# Juncus distegus
Juncus distegus là một loài thực vật có hoa trong họ Juncaceae. Loài này được Edgar mô tả khoa học đầu tiên năm 1964.